# Mamadou Zaré
Mamadou Zaré (Treichville, 19 mei 1964 – Abidjan, 4 mei 2007) was een voetbalmanager en voetbalcoach uit de Ivoorkust. Hij komt oorspronkelijk uit Burkina Faso. 
Tijdens zijn actieve sportcarrière speelde Zaré voor ASEC Mimosas en het nationale team van de Ivoorkust. Hij begon zijn loopbaan als manager bij Sabé Sports de Bouna in 1993. In 1995 ging hij naar ASEC. Hij was ook coach van de staat Abidjan, de voetbalclub Séwé Sports de San Pedro uit Ivoorkust en Issia Wazi.
Zaré was assistent-coach van het nationale team van Burkina Faso tijdens de strijd om de Afrika Cup in 1998. Hierbij ondersteunde hij Philippe Troussier. 
Hij stierf op 4 mei 2007 na een lang ziekbed. 